# Sarya
Sarya är en ort i Burkina Faso.   Den ligger i regionen Centre-Ouest, i den centrala delen av landet, 70 km väster om huvudstaden Ouagadougou. Sarya ligger 311 meter över havet och antalet invånare är 2 932.
Terrängen runt Sarya är platt. Närmaste större samhälle är Nandiala, 7,6 km norr om Sarya.
Omgivningarna runt Sarya är en mosaik av jordbruksmark och naturlig växtlighet. Runt Sarya är det ganska tätbefolkat, med 116 invånare per kvadratkilometer.